# 五味文彦
五味 文彦（ごみ ふみひこ、1946年（昭和21年）1月30日 - ）は、日本の歴史学者。学位は、博士（文学）（東京大学・1992年）。東京大学名誉教授、放送大学名誉教授。山梨県甲府市出身。

## 経歴
- 1964年3月 山梨県立甲府第一高等学校卒業
- 1968年3月 東京大学文学部国史学科卒業
- 1971年3月 東京大学大学院人文科学研究科博士課程中退
- 1971年4月 東京大学文学部助手
- 1973年5月 神戸大学文学部講師
- 1976年4月 お茶の水女子大学文教育学部助教授
- 1984年10月 東京大学文学部助教授
- 1992年3月 東京大学より博士（文学）の学位を取得
- 1992年7月 東京大学文学部教授
- 1995年4月 東京大学大学院人文社会系研究科教授
- 2006年3月 東京大学を定年退職、東京大学名誉教授
- 2006年4月 放送大学教養学部教授
- 2016年3月 放送大学を定年退職

## 活動
文学や絵画まで含む多様な史料と考古学の成果を利用しつつ、日本の中世を芸能・文化をふくむ広い視野で捉える研究をつづけている。

## 受賞歴
- 1991年（平成3年）－『中世のことばと絵』でサントリー学芸賞受賞
- 2004年（平成16年）－『書物の中世史』で角川源義賞受賞
- 2016年（平成28年）－『現代語訳　吾妻鏡』（本郷和人らと共編）で毎日出版文化賞受賞
- 2017年（平成29年）－ 横浜文化賞受賞
- 2024年（令和6年）－ 文化功労者[1]

## 著書

### 単著
- 『院政期社会の研究』（山川出版社、1984年）
- 『平家物語、史と説話』（平凡社選書、1987年／平凡社ライブラリー、2011年）
- 『大系日本の歴史〈5〉：鎌倉と京』（小学館、1988年／小学館ライブラリー、1992年）
  - 『鎌倉と京：武家政権と庶民世界』（講談社学術文庫、2014年）
- 『吾妻鏡の方法：事実と神話にみる中世』（吉川弘文館、1990年、増補版2000年、新訂版2018年）ISBN　9784642083393
- 『中世のことばと絵：絵巻は訴える』（中公新書、1990年）
- 『藤原定家の時代：中世文化の空間』（岩波新書、1991年）
- 『武士と文士の中世史』（東京大学出版会、1992年）
- 『都市の中世』（吉川弘文館、1992年）
- 『絵巻で読む中世』（ちくま新書　1994年／ちくま学芸文庫、2005年）
- 『大仏再建：中世民衆の熱狂』（講談社選書メチエ、1995年）
- 『殺生と信仰：武士を探る』（角川書店［角川選書］、1997年）
- 『「徒然草」の歴史学』（朝日新聞社［朝日選書］、1997年／角川ソフィア文庫（増補版）、2014年）
- 『日記に中世を読む』（吉川弘文館、1998年）
- 『「春日験記絵」と中世：絵巻を読む歩く』（淡交社、1998年）
- 『平清盛』（吉川弘文館〈人物叢書〉、1999年）ISBN　9784642052122
- 『日本の歴史〈4〉：武士の時代』（岩波書店、2000年）
- 『明月記の史料学』（青史出版、2000年）
- 『日本の中世〈7〉：中世文化の美と力』（中央公論新社、2002年）
- 『梁塵秘抄のうたと絵』（文藝春秋〈文春新書〉、2002年）
- 『書物の中世史』（みすず書房、2003年、新版2025年）
- 『中世社会と現代』（山川出版社［日本史リブレット］、2004年）
- 『源義経』（岩波新書、2004年）
- 『物語の舞台を歩く ― 義経記』（山川出版社、2005年）
- 『中世の身体』（角川学芸出版［角川叢書］、2006年）
- 『中世社会史料論』（校倉書房、2006年）
- 『王の記憶』（新人物往来社、2007年）
- 『躍動する中世』（小学館、2007年）
- 『日本の中世を歩く』（岩波新書、2009年）
- 『後白河院：王の歌』（山川出版社、2011年）
- 『西行と清盛：時代を拓いた二人』（新潮社［新潮選書］、2011年）
- 『後鳥羽上皇：新古今集はなにを語るか』（角川学芸出版［角川選書］、2012年）
- 『日本史の新たな見方、捉え方：中世史からの提言』（敬文舎、2012年）
- 『鴨長明伝』（山川出版社、2013年）
- 『藤原定家：芸術家の誕生』（山川出版社〈日本史リブレット・人〉、2014年）
- 『「枕草子」の歴史学：春は曙の謎を解く』（朝日新聞出版［朝日選書］、2014年）
- 『人物史の手法：歴史の見え方が変わる』（左右社、2014年）
- 『文学で読む日本の歴史：古典文学篇』（山川出版社、2015年）。全5巻
- 『日本史のなかの横浜』（有隣堂［有隣新書］、2015年）
- 『源実朝：歌と身体からの歴史学』（角川学芸出版［角川選書］、2015年）
- 『シリーズ日本中世史①：中世社会のはじまり』（岩波新書、2016年）
- 『文学で読む日本の歴史：中世社会篇』（山川出版社、2016年）
- 『文学で読む日本の歴史：戦国社会篇』（山川出版社、2017年）
- 『日本の歴史を旅する』（岩波新書、2017年）
- 『文学で読む日本の歴史：近世社会篇』（山川出版社、2019年）
- 『伝統文化』（山川出版社「日本の伝統文化1」、2019年）。全6巻
- 『鎌倉時代論』（吉川弘文館、2020年）ISBN　9784642083720
- 『文学で読む日本の歴史：近代的世界篇』（山川出版社、2020年）
- 『武士論：古代中世史から見直す』（講談社選書メチエ、2021年）
- 『『一遍聖絵』の世界』（吉川弘文館、2021年）ISBN　9784642083966
- 『絵巻で歩む宮廷世界の歴史』（山川出版社、2021年）
- 『学校史に見る日本　足利学校・寺子屋・私塾から現代まで』（みすず書房、2021年）
- 『疫病の社会史』（KADOKAWA、2022年）、図説
- 『順徳院と日蓮の佐渡　流人二人の生涯』（山川出版社、2023年）
- 『明日への日本歴史』全4巻（山川出版社、2023年）
- 『島津氏と薩摩藩の歴史』（吉川弘文館、2024年）ISBN　9784642084543
- 『橋の社会文化史』（山川出版社、2024年）
- 『料理の日本史』（勉誠社、2024年）、図説
- 『茶の湯の文化史』（勉誠社、2025年）、図説
- 『大坂の歴史 難波宮・荘園・天下の台所』（吉川弘文館、2025年）ISBN　9784642084819

### 編著
- 『日本中世史 放送大学教材』（放送大学教育振興会、1993年、改訂版1998年）
- 『日本史史話』（1・2巻、山川出版社、1993年）
- 『都市と商人・芸能民 ― 中世から近世へ』（山川出版社、1993年）
- 『城と館を掘る・読む ― 古代から中世へ』（山川出版社、1994年）
- 『中世の空間を読む』（山川出版社、1995年）
- 『絵巻に中世を読む』藤原良章と共編（吉川弘文館、1995年）ISBN　	9784642074766
- 『日本史重要人物101』（新書館、1996年）
- 『土地と在地の世界をさぐる ― 古代から中世へ』（山川出版社、1996年）
- 『詳説　日本史研究』（山川出版社、1998年）
- 『芸能の中世』（吉川弘文館、2000年）ISBN　9784642027908
- 『中世都市鎌倉と死の世界』（高志書院、2002年）斎木秀雄と共編
- 『中世日本の歴史 放送大学教材』（放送大学教育振興会、2003年）本郷和人と共編
- 『中世都市鎌倉の実像と境界』（高志書院、2004年）馬淵和雄と共編
- シリーズ 『考古学と中世史研究』小野正敏・萩原三雄と共編
  - 『1 中世の系譜 ― 東と西、北と南の世界』（高志書院、2004年）
  - 『2 モノとココロの資料学 中世史料論の新段階』（高志書院、2005年）
  - 『3 中世の対外交流 場・ひと・技術』（高志書院、2006年）
  - 『4 中世寺院暴力と景観』（高志書店、2007年）、2015年現在（12）まで刊行
- 『別冊歴史読本 源氏対平氏』（新人物往来社、2004年）
- 『平家物語図典』（小学館、2005年）
- 『交流・物流・越境 ― 中世都市研究〈11〉』（新人物往来社、2005年）
- 『ちょっとまじめな日本史Q＆A』 （上・下、山川出版社、2006年）
- 『史料を読み解く　中世文書の流れ』（山川出版社、2006年）
- 『中世の寺院と都市・権力』（山川出版社、2007年）
- 『日本の中世』（放送大学教育振興会、2007年）本郷和人・中島圭一と共編
- 『現代語訳　吾妻鏡』（吉川弘文館、2007年～2016年）
全16巻＋別巻、本郷和人・西田友広・遠藤珠紀・杉山巌と共編　①　ISBN　9784642027083　②　ISBN　9784642027090　③　ISBN　9784642027106　④　ISBN　9784642027113　⑤　ISBN　9784642027120　⑥　ISBN　9784642027137　⑦　ISBN　9784642027144　⑧　ISBN　9784642027151　⑨　ISBN　9784642027168　⑩　ISBN　9784642027175　⑪　ISBN　9784642027182　⑫　ISBN　9784642027199　⑬　ISBN　9784642027205　⑭　ISBN　9784642027212　⑮　ISBN　9784642027229　⑯　ISBN　9784642027236　別巻　ISBN　9784642027243
- 『もういちど読む山川日本史』（山川出版社、2009年、新版2017年）鳥海靖と共編
- 『日本の歴史と社会』（放送大学教育振興会、2009年）杉森哲也と共編
- 『日本古代中世史』（放送大学教育振興会、2011年）佐藤信と共編
- 『日本史史料論』（放送大学教育振興会、2015年）杉森哲也と共編
- 『中世　大学の日本史②　教養から考える歴史へ』（山川出版社、2016年）
- 『中世史講義　院政期から戦国時代まで』（ちくま新書、2019年）高橋典幸と共編
- 『国宝 一遍聖絵の全貌』（遊行寺宝物館監修、高志書院、2019年）

## 備考
著作『院政期社会の研究』の中に「院政期政治史断章」という論文が収録されている。院政期の政治上の事件には、必ずといっていいほど男色関係が絡むことを強調したこの論文は、日本史を学ぶ学生の間で、画期的な「男色論文」として有名となっている。ただし藤原頼長の男色について触れたのは、東野治之「日記にみる藤原頼長の男色関係－王朝貴族のウィタ・セクスアリス」（『ヒストリア』1979）が先である。また五味は本書あとがきで、このことを知ったため院政期社会に興味を失った時期もあると記し、棚橋光男らの批判を受けている（『後白河法皇』）。